# 안드레아 피나몬티
안드레아 피나몬티 (Andrea Pinamonti, 1999년 5월 19일 ~ )는 이탈리아의 축구 선수이며, 제노아에서 스트라이커로 뛰고 있다.